# Nel labirinto
Nel labirinto (Into the Labyrinth) è un romanzo fantasy scritto da Margaret Weis e Tracy Hickman pubblicato nel 1993. È il sesto capitolo del ciclo di Death Gate.
È stato pubblicato in italiano per la prima volta nel 1995, con il titolo La settima porta. Lo stesso titolo è stato in seguito usato per il capitolo successivo della saga, The Seventh Gate. 

## Trama
Su Abarrach Xar tenta di imparare i segreti della necromanzia, ma ha bisogno di un cadavere su cui sperimentarla. Interroga così il "lazzaro" Kleitus riguardo all'ubicazione di ogni Sartan vivente e Kleitus rivela che Haplo ha mentito a Xar sul fatto che tutti i Sartan fossero stati uccisi per mano dei morti: Balthazar ed il suo gruppo si sono salvati. Kleitus si lascia anche sfuggire un riferimento alla Settima Porta e rivela che si trova dove ebbe luogo la Spartizione e che il cadavere di Haplo dovrebbe conoscerne la posizione. Xar desiste quindi dai suoi piani, così come il lazzaro e diventa sempre più ossessionato dalla Settima Porta quando riceve la notizia che due Sartan sono stati catturati: uno è Zifnab le cui preghiere in favore di Haplo sono ignorate e l'altro è Samah, capo del Consiglio dei Sette. Xar all'inizio è esultante, dato che Samah è proprio la persona dovrebbe meglio conoscere l'ubicazione della Settima Porta e lo interroga, ma senza successo. Sang-drax (colui che realmente ha catturato Samah e Zifnab), viene evocato da Xar per torturare mentalmente Samah fino alla morte, ma persino prima di morire Samah non rivela nessun segreto. Xar ha successo quindi nel farlo diventare un lazzaro molto più accomodante, ma anche così la personalità residua di Samah non lo fa comunque parlare. Quando Xar si volta dopo l'improvvisa sparizione di Zifnab, fa la sua comparsa Jonathan che insegna a Samah come liberarsi. Il capo del Consiglio dei Sette può così morire definitivamente.

## Edizioni
- Margaret Weis e Tracy Hickman, Nel labirinto, traduzione di Pietro Ferrari, collana Oscar Bestsellers, Arnoldo Mondadori Editore, 1998,  p. 405, ISBN 88-04-47933-7.
- Margaret Weis e Tracy Hickman, La settima porta, collana Superblues, Mondadori, 1995,  p. 406, ISBN 88-04-40526-0.